# 에라완 사원

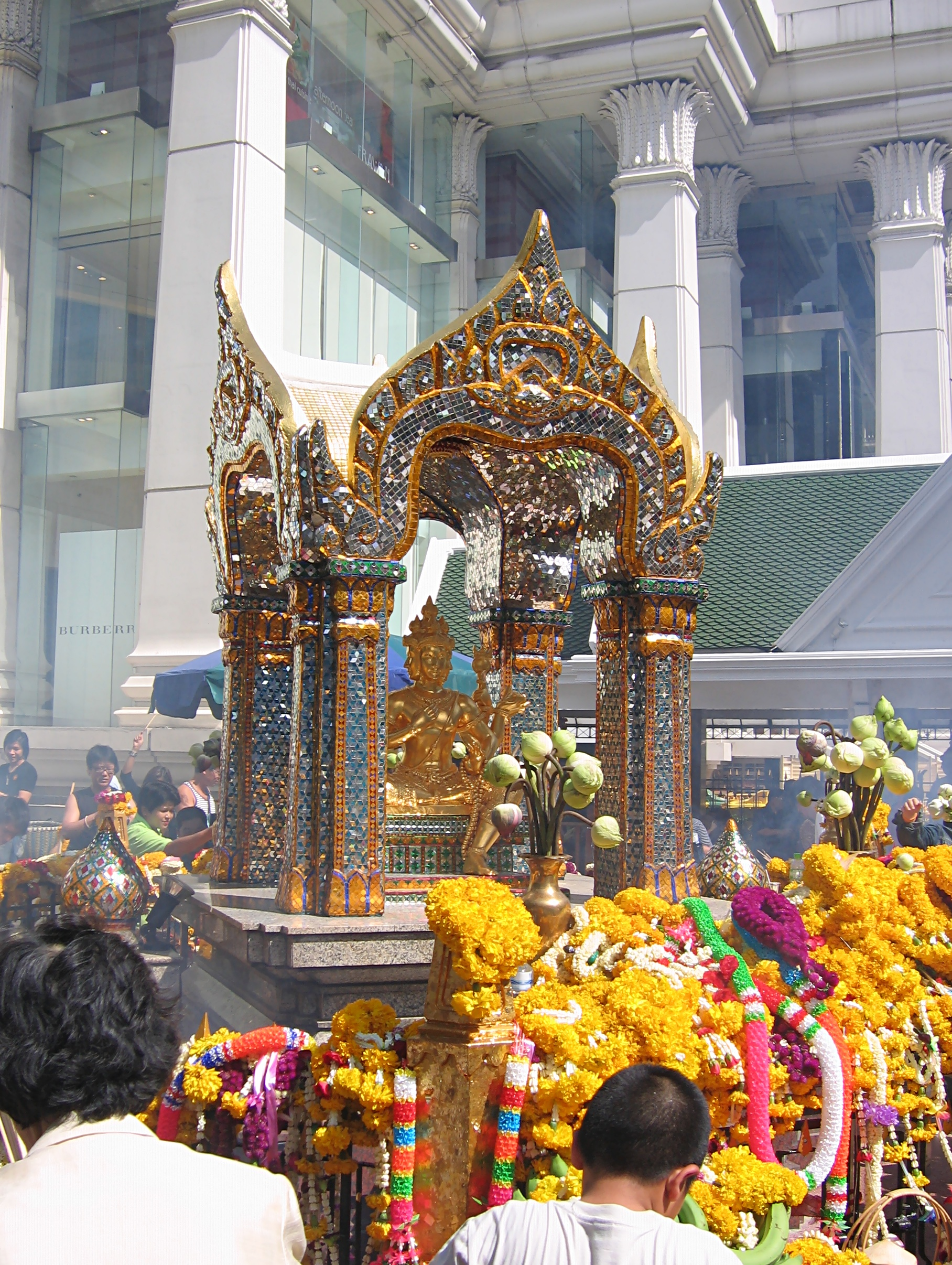
에라완 사원

에라완 사원(태국어: ศาลท้าวมหาพรหม โรงแรมเอราวัณ)은 태국 방콕에 있는 브라흐마를 모시는 힌두교 사원이다.

## 사건사고
2006년 3월 21일 이른 시각, 정신질환이 있다고 추정되는 27살 된 한 태국인이 망치로 신상(神像)을 부수었다. 그는 곁에 있던 분노한 사람들에 의해 맞아 죽었다.
2015년 8월 17일, 폭탄 테러로 적어도 20명이 사망하였다.